# Cristóvão I da Dinamarca
Cristóvão I (1219 – 29 de maio de 1259) foi o Rei da Dinamarca de 1252 até sua morte. Era filho do rei Valdemar II e sua esposa a infanta Berengária de Portugal. Ele sucedeu seu irmão Abel no trono.